# بیامه علیا
بیامه علیا روستایی از توابع بخش گهواره و در شهرستان دالاهو استان کرمانشاه ایران است. این روستا دارای چشمه ای پر آب بنام سراب در مرکز روستا می‌باشد.

## جمعیت
این روستا در دهستان گوران قرار داشته و بر اساس سرشماری سال ۱۳۸۵ جمعیت آن (۴۲خانوار) ۱۸۷نفر
بوده‌است.